# Lac Kissimmee
Le lac Kissimmee est un petit lac localisé à l'est de la localité de Lake Wales, en Floride, aux États-Unis.

## Milieu naturel
Le lac, qui est situé à proximité du Parc d'État du lac Kissimmee, abrite une faune très diversifiée. Sa superficie est de 153,78 km2 ce qui en fait le troisième plus grand lac de Floride. 
L'attraction principale du parc (dénommée Cow camp) illustre la vie des cow-boys de Floride en 1876. La région proche est également couverte d'une multitude d'autres lacs du nom de lac Rosalie,  lac Cypress,  lac Hatchineha, lac Pierce, lac Marion, lac Tiger, lac Weohyakapka et lac Marian sans compter de nombreux lacs minuscules et ne portant aucun nom.
Les mammifères dans le parc sont représentés par le cerf de Virginie et le lynx roux. Une zone d'observation des oiseaux est présente et permet d'observer la grue du Canada,  la grue blanche, le pygargue à tête blanche et de nombreux oiseaux limicoles.